# 白山神社 (東京都北区)
白山神社（はくさんじんじゃ）は東京都北区の神社。

## 概要
創建年代は不明であるが、源義家の奥州出陣（後三年の役）の際に戦勝を祈願したという伝承がある。
かつては「白山権現」と称しており、隣の福性寺が旧別当寺であった。梶原堀ノ内村の鎮守であった。
明治時代の神仏分離政策により、「白山神社」に改称された。なお明治時代初期まで、神仏習合の名残をとどめる「ぼんぜん」という裸祭りがあったという（近くの船方神社にも同名の祭があった）。

## 交通アクセス
- 梶原停留場より徒歩7分。